# 幸せをつかみたい
「幸せをつかみたい」（しあわせをつかみたい）は、日本の女性歌手である広瀬香美の5枚目のシングル。

## 解説
- 1994年12月1日にビクターエンタテインメントよりリリースされ、シングルとしては、自身3番目の売り上げを記録している。
- カップリング曲の「LUCKY GIRL 〜信じる者は救われる〜」は、森口博子へ提供した曲のセルフカバーである。
- 1994年発表のアルバム『Harvest』に、表題曲である「幸せをつかみたい」は「ALBUM VERSION」として、カップリング曲の「LUCKY GIRL 〜信じる者は救われる〜」は「OTANOSHIMI VERSION」として収録されている。

## 収録曲
- 全作詞・作曲・編曲：広瀬香美

1. 幸せをつかみたい
  - 「アルペン」CMソング
2. LUCKY GIRL 〜信じる者は救われる〜
3. 幸せをつかみたい（オリジナル・カラオケ）
4. LUCKY GIRL 〜信じる者は救われる〜（オリジナル・カラオケ）

## 収録アルバム
- Harvest (#1,2、2曲ともアルバム・バージョン)
- 広瀬香美 THE BEST "Love Winters" (#1)
- Alpen Best Kohmi Hirose (#1)
- SINGLE COLLECTION (#1)
- Winter High!! 〜Best Of Kohmi's Party〜 (#1,2、#2はアルバム・バージョン)
- THE BEST "1992-2018" + "雪"Setlist Non-Stop Mix (#1)
- WINTER TOUR 2020 "SING" + Live at Blue Note Tokyo (#1)